# 公的信用に関する第一報告書
公的信用に関する第一報告書（こうてきしんようにかんするだいいちほうこくしょ、英: First Report on the Public Credit）は、アメリカ合衆国建国の父であり初代アメリカ合衆国財務長官であるアレクサンダー・ハミルトンが、アメリカ合衆国議会の要請に応えて発行した3件の主要経済政策報告書のうち、最初のものである。この報告書では、アメリカ合衆国の財政状況を解析し、国の負債の除却について推奨する施策を提案した。1789年9月21日に下院から報告が委託され、1790年1月14日に報告されたこの書類は14万語からなり、諸州が負っていた負債を初めて連邦政府が肩代わりする提案を行ったものとなった。

## ハミルトンの計画

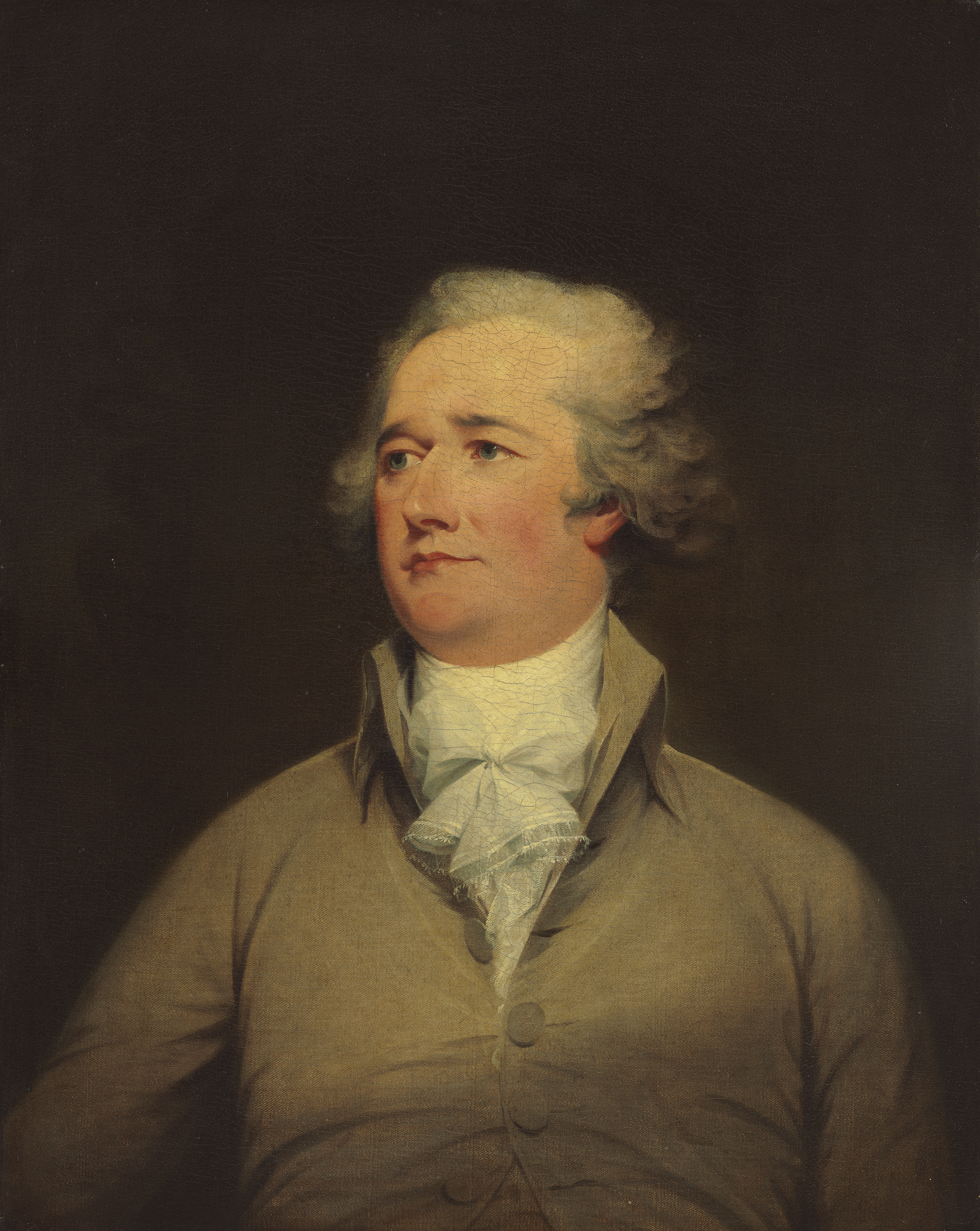
報告書を作成したアレクサンダー・ハミルトンの肖像画、ジョン・トランブル画、1792年

アメリカ合衆国はアメリカ独立戦争の間にヨーロッパ諸国や国内から多額の借金をしてきていた。大陸軍兵士は当然払われるべき給与を受け取っておらず、軍の裕福な士官の多くは独力で立ち上げた部隊の装備と物資のために全財産を消費していた。幾つかの州は同様に戦争遂行のための借金をしており、物資購入のために民間人から借金し、返済期限を定めない約束手形を渡した州もあった。ハミルトンは新生国家の公的な信用において国内外の投資家の信頼感を上げることが必要と考えた。1790年における国全体の借金は5,400万米ドルに上り、2009年のGDPで換算すると4.1兆米ドルに相当するものだった.。議会はハミルトンの計画にある外国の債権者に対する借金1,100万米ドルを返済することは承認したが、国内の借金2,700万米ドルの手当てと、諸州が負った2,500万米ドルの肩代わりは渋った。この金融政策は10年期の変わり目（1790年）での経済不況に影響した可能性がある。
ハミルトンは負債問題に対処するために注目すべき政策群を提案した。全ての負債は額面価値で支払われるべきこと。連邦政府が各州の負った負債を肩代わりし、その原資は利率を4％に設定した新しい国債で手当てすること。政府は国債の元本を返済せず、新しい関税と酒類に課す法外な物品税で賄われる利子のみをはらうこと、などだった。
ハミルトンの経済計画には複数の目的があった。まず、国の負債と栄誉を確定させることだった。ハミルトンは、これら負債が支払われない限り、連邦政府が将来誰からも金を借りられなくなると考えた。負債を支払うために国債を販売することで、国債保持者は新しいアメリカ合衆国が生き残り繁栄することに資する直接財政的興味を持ち続けると考えた。国債を購入した債権者達はそれを借金の担保とするので、経済をさらに活性化させることが期待された。
またこの計画は国内の個別の州ではなく連邦政府に結びついた請負者の機構を創り上げると見込まれた。同様に州の負債を肩代わりすることは、各州の財務的エリートを州政府に対するよりも連邦政府により強く結びつけ、それによって州が連邦から脱退する危険性を下げることが期待された。ハミルトンの計画は「負債肩代わり計画」と呼ばれ、1790年の当時としては急進的な考え方だった。

## 議論
ハミルトンの報告書は、戦争負債の肩代わり、連合会議が発行した債券の額面による買い戻し、恒久的国債として新しい国の債権の資金手当という考え方を提唱した。ハミルトンは、裕福な国民が支持し帰属する大きな金融機構を創り上げることで、連邦政府の歳入と財政の仕組みを強化し、連邦政府に繁栄をもたらすと説明した。また連邦政府に対する信頼感を築き上げられなければ、アメリカ合衆国そのものを弱体化させることを強調し、恒久的で合理的な大きさの公的負債（国債）を「我々の連邦を固める強力な絆」と呼んだ。
外国に対する負債の資金手当は強く議論されなかったが、ジェームズ・マディソンはこの報告書が発行される前に既に、ハミルトンの言う長期国債という考え方を共有していた。しかし州の負債の手当については重大な反対意見が起こった。ハミルトンの提案には国務長官トーマス・ジェファーソンと下院の指導者であるマディソンから厳しい批判が飛び出してきた。マディソンは、ハミルトンの強力な中央政府を推進するやり方に警告を受け、強い連邦政府への関与から離れて、ジェファーソンの方に与することになった。ジェファーソンはより小さく分散された南部の農業経済を好み、ニューヨーク市、フィラデルフィア市、ボストン市を代表とする北部の商業経済の上に置いていた。マディソンも自身の「マディソン経済モデル」として発表し、それを「区別」と称していた。
ハミルトンの報告書とマディソンの「区別」との間の大きな違いは、借金をしていた多くの愛国者や兵士達の運命に関わるものだった。彼等の中には自分の債権を1ドルにつき25セントで投機家に売却していた者もいた（ジョージ・ワシントン大統領が1789年3月に就任したときの通り相場）。ジェファーソンとマディソンは投機家には100セントで償還し、一方元々の愛国者に何もないのでは不公平だと主張した。またハミルトンの計画は、既に州によってはその負債の大半あるいは全てを償還していたのに対し、まだ負債を負っている州の償還のために資金手当てするというのは、負債を済ませた州に罰を加えるようなものだとも主張した。
連邦議会下院は主にマディソンの影響力によって1790年4月にハミルトンの肩代わり計画を一旦廃案にさせた。連邦政府がその初めて経験する大きな危機を解決できなかったことで、連邦が瓦解するという噂も流れた。これに並行して国の新しい首都をどこにするかというような異論の多い問題についても手詰まり状態だった。
しかし、ジェファーソンとハミルトンは混乱の中にチャンスを見いだした。ジェファーソンとマディソンはバージニア州出身だった、ハミルトンを含め3人は当時合衆国の首都だったニューヨーク市に住んでおり、隣人でもあった。ジェファーソンが後年に語った話に拠れば、6月のある日に住宅街を歩いていたハミルトンとジェファーソンが偶然出遭った。ジェファーソンは、肩代わり計画で思い悩むハミルトンの窶れた姿に気づき、ハミルトンをディナーに招待して、そこでハミルトンとマディソンが問題を議論できるという提案を行った。1790年妥協あるいは「ディナーテーブル妥協」と呼ばれるようになる出来事で、ハミルトンは1790年6月20日にマディソンおよびジェファーソンと取引した。将来の首都をポトマック河畔の土地に決める代わりに、マディソンは肩代わり計画を認めさせるという取引だった。マディソンおよびジェファーソンは、バージニア州の負債150万米ドルを肩代わり計画で皆済するという譲歩案をハミルトンから取り付けた。これは1790年当時としては大きな金額だった。
この妥協は実行された。7月10日、下院で首都立地法案が成立された。ハミルトンの肩代わり計画もその資金計画と共に7月26日に4票差で可決された。

## 報告書がもたらしたもの
ハミルトンの最初の計画は即座に成功を生んだ。連邦政府に対する大きな信用を確立し、政府はその問題に対処できることを証明し、繁栄の時代を始めさせることができた。ジェファーソンが1803年にルイジアナ買収を実行したとき、ハミルトンの負債肩代わり計画があったので、信用が保たれ資金手当が可能だった。
財務省はその位置づけや人材において急速に成長し、アメリカ合衆国税関や密輸監視隊（後の沿岸警備隊）が造られ、ハミルトンが予測した財政的請負者のネットワークができあがった。ハミルトンはこの成功に続いて即座に「公的信用に関する第二報告書」を作成し、合衆国銀行の計画を提案した。合衆国銀行は一部は国が所有し、民間が運営する全国的な銀行であり、連邦準備制度の前身になった。1791年、ハミルトンは第三報告書である「製造業に関する報告書」を発表し、製造業の成長と保護を奨励した。
ジェファーソンとハミルトンの間の意見の不一致は財政的な細部では終わらなかった。この二人は政府のあり方について両極端にある考え方の派閥の領袖だった。ハミルトンは強い中央政府を支持し、ジェファーソンは分散化し、農業を基本とする小さな政府を支持していた。この食い違いは特に重大なものになり個人的確執にもなった。ハミルトンの追随者は自分達のことを連邦主義者と呼ぶようになり、ジェファーソンの支持者達は自分達のことを民主共和主義者と呼ぶようになった（現在の共和党や民主党と直接の関係はない）。この2つの集団が成長してアメリカ合衆国における最初の政党政治の顕現となった。